# Cacia newmanni
Cacia newmanni är en skalbaggsart som beskrevs av Francis Polkinghorne Pascoe 1857. Cacia newmanni ingår i släktet Cacia och familjen långhorningar. Inga underarter finns listade.